# ماكس والشيد
ماكس والشيد (بالألمانية: Max Walscheid )‏ (و. 1993  م) هو راكب دراجة هوائية ألماني، ولد في نويفيد، شارك في طواف إسبانيا.

## سجل الفوز

### سباقات أو مراحل فاز بها
| التاريخ        | السباق                                                        | المركز                      |
| -------------- | ------------------------------------------------------------- | --------------------------- |
| 01 يناير 2015  | 2015 Kernen Omloop Echt-Susteren                              | الفائز في التصنيف العام     |
| 31 مايو 2015   | 2015 Velothon Berlin                                          | التاسع في التصنيف العام     |
| 18 سبتمبر 2015 | بطولة فلاندرز 2015                                            | المرتبة 12 في التصنيف العام |
| 26 يونيو 2016  | بطولة ألمانيا لسباق الدراجات على الطريق 2016                  |                             |
| 16 سبتمبر 2017 | دانمارك روندت 2017                                            | الرابع في تصنيف النقاط      |
| 20 سبتمبر 2017 | 2017 Omloop van het Houtland                                  | الخامس في التصنيف العام     |
| 24 أكتوبر 2017 | طواف قوانغشي 2017                                             | الرابع في تصنيف النقاط      |
| 04 أبريل 2018  | شيلدبرايش 2018                                                | السادس في التصنيف العام     |
| 06 مايو 2018   | طواف يوركشاير 2018                                            | الرابع في تصنيف النقاط      |
| 19 مايو 2018   | طواف كاليفورنيا 2018                                          | الثامن في تصنيف النقاط      |
| 01 يوليو 2018  | سباق الطريق للرجال في بطولة ألمانيا لسباق الدراجات على الطريق |                             |
| 03 أكتوبر 2018 | طواف مونستر 2018                                              | الفائز في التصنيف العام     |
| 25 سبتمبر 2019 | 2019 Omloop van het Houtland                                  | الفائز في التصنيف العام     |
| 14 فبراير 2020 | طواف لانكاوي 2020                                             | الأول في تصنيف النقاط       |
| 19 يونيو 2021  | سباق الطريق ضد الساعة للرجال في بطولة ألمانيا 2021            |                             |
| 17 مارس 2022   | جائزة دينين الكبرى 2022                                       | الفائز في التصنيف العام     |
| 25 سبتمبر 2024 | 2024 Omloop van het Houtland                                  | الفائز في التصنيف العام     |

## روابط خارجية
- ماكس والشيد على موقع الاتحاد الدولي للدراجات (الإنجليزية)
- ماكس والشيد على موقع أرشيف الدراجات (الإنجليزية)
- ماكس والشيد على موقع إحصائيات الدراجات الإحترافية (الإنجليزية)
- ماكس والشيد على موقع نسبة الدراجات (الإنجليزية)
- ماكس والشيد على موقع CycleBase (الإنجليزية)